# Дербі (Канзас)
Дербі (англ. Derby) — місто (англ. city) в США, в окрузі Седжвік штату Канзас. Населення — 25 625 осіб (2020).

## Географія
Дербі розташоване за координатами 37°33′27″ пн. ш. 97°15′19″ зх. д. / 37.55750° пн. ш. 97.25528° зх. д. (37.557618, -97.255256).  За даними Бюро перепису населення США в 2010 році місто мало площу 24,84 км², з яких 24,75 км² — суходіл та 0,10 км² — водойми. В 2017 році площа становила 26,67 км², з яких 26,54 км² — суходіл та 0,13 км² — водойми.

## Демографія
Згідно з переписом 2010 року, у місті мешкало 22 158 осіб у 8300 домогосподарствах у складі 6226 родин. Густота населення становила 892 особи/км².  Було 8774 помешкання (353/км²).
Расовий склад населення:
| - 91,6 % — білих - 1,9 % — чорних або афроамериканців - 1,6 % — азіатів - 1,0 % — корінних американців - 0,1 % — вихідців з тихоокеанських островів |

До двох чи більше рас належало 3,0 %. Частка іспаномовних становила 5,2 % від усіх жителів.
За віковим діапазоном населення розподілялося таким чином: 28,1 % — особи молодші 18 років, 60,5 % — особи у віці 18—64 років, 11,4 % — особи у віці 65 років та старші. Медіана віку мешканця становила 34,7 року. На 100 осіб жіночої статі у місті припадало 95,3 чоловіків;  на 100 жінок у віці від 18 років та старших — 91,4 чоловіків також старших 18 років.
Середній дохід на одне домашнє господарство  становив 80 608 доларів США (медіана — 68 736), а середній дохід на одну сім'ю — 90 033 долари (медіана — 79 502). Медіана доходів становила 53 461 долар для чоловіків та 37 600 доларів для жінок. За межею бідності перебувало 6,1 % осіб, у тому числі 8,6 % дітей у віці до 18 років та 10,9 % осіб у віці 65 років та старших.
Цивільне працевлаштоване населення становило 12 377 осіб. Основні галузі зайнятості: освіта, охорона здоров'я та соціальна допомога — 24,5 %, виробництво — 19,3 %, роздрібна торгівля — 10,7 %, мистецтво, розваги та відпочинок — 10,1 %.